# Петер де Круз
Петер де Круз (нім. Peter de Kruz) — швейцарський керлінгіст, олімпійський медаліст, призер чемпіонатів світу та Європи.  
Бронзову олімпійську медаль  де Круз виборов на Пхьончханській олімпіаді 2018 року, граючи другим (і водночас виконуючи функції скіпа) у національній команді. 

## Виноски
1. ↑  Результати на сайті результатів і статистики Всесвітньої федерації керлінгу (чоловічий турнір) [Архівовано 16 грудня 2017 у Wayback Machine.] (англ.)